# Monumento a Giuseppe Garibaldi (New York)
Il monumento a Giuseppe Garibaldi è un'imponente statua bronzea situata a New York nel Washington Square Park.
Il monumento è costituito da una statua in bronzo di 3 metri che raffigura l'eroe su grande piedistallo di granito.
Venne realizzato da Giovanni Turini e fu inaugurato il 4 giugno 1888. 

## Storia
Il monumento, inaugurato dopo soli sei anni dalla morte dell'Eroe dei due mondi, fu voluto da Carlo Barsotti che raccolse i fondi per la statua tra la comunità italiana tramite il giornale Il progresso italo-americano. 
La statua odierna è parte di un più complesso monumento mai realizzato dallo scultore Turini per mancanza di fondi.
La mancanza di fondi fece sì che la statua venne rimaneggiata e assunse un aspetto che venne molto criticato dai giornali newyorchesi. Questi proposero di spostare la statua a Staten Island.
Ma la prematura morte dello scultore nel 1899 bloccò i lavori.
Durante il regime fascista la statua divenne il luogo di ritrovo degli esuli italiani rifugiati a New York.
Dagli anni '60 è tradizione delle matricole della New York University, in segno di buon auspicio, gettare un penny alla base della statua.
La statua è sempre rimasta nel Washington Square Park , solo nel 1970 venne spostata ad est per far posto ad un vialetto e venne trovato un vaso di vetro contenente ritagli di giornale sulla morte di Garibaldi in lingua italiana del 4 giugno 1882.